# Bogovići
Bogovići és una localitat de Croàcia al municipi de Malinska-Dubašnica, comtat de Primorje-Gorski Kotar.

## Geografia
Es troba a una altitud de 38 msnm a 173 km de la capital nacional, Zagreb.

## Demografia
Al cens 2011 el total de població de la localitat era de 317 habitants.